# Custer's Revenge
Custer's Revenge is een controversieel computerspel, ontworpen voor de Atari 2600 door Mystique, een bedrijf bekend om hun volwassen videospellen. Het hoofdpersonage is gebaseerd op Generaal George Armstrong Custer, bekend voor zijn nederlaag in de Slag bij de Little Bighorn. Het spel werd op 23 september 1982 uitgebracht en kreeg een stortvloed aan kritiek vanwege een verkrachting van een Indiaanse vrouw. Het spel wordt beschouwd als een van de slechtste videospellen ooit gemaakt.
Zoals vele computerspelontwikkelaars in het begin van de jaren 80, hield Mystique kort na het uitbrengen van dit spel op met bestaan. Het verkocht de rechten van zijn spellen aan Playaround, die Custer's Revenge daarna adverteerde als Westward Ho. Playaround veranderde ook kleine details aan het spel. Ze maakten de huid van de vrouw iets donkerder, en verlengden haar arm. Ze maakten ook nog een andere versie, genaamd General Retreat.

## Gameplay
In het spel bestuurt de speler het personage Custer, een man die niks anders draagt dan een cowboyhoed, laarsen en een bandana. Ook heeft hij een duidelijke erectie. Custer moet pijlen zien te ontwijken om bij de overkant te geraken. Zijn doel is om seks te hebben met een naakte Indiaanse vrouw, die vastgebonden zit aan een paal.
In General Retreat is het de vrouw die obstakels moet ontwijken om seks te hebben met Custer. In plaats van pijlen moet de vrouw kanonskogels zien te ontwijken.

## Ontvangst
Custer's Revenge werd sinds de release al gauw opgemerkt. Het werd verkocht in een verpakking waar met koeienletters "NIET VOOR MINDERJARIGEN" op stond geschreven. Het voorlichtingsmateriaal van het spel zei "Als kinderen het spel zien en je vragen wat er gebeurt, vertel ze dan dat Custer en de vrouw slechts dansen."
Groepen zoals Women Against Pornography, Indiaanse woordvoerders, en computerspel-reviewers hadden over het algemeen veel kritiek over het spel. Andrea Dworkin vond dat het spel "vele groepsverkrachtingen van Indiaanse vrouwen heeft veroorzaakt". Vanwege de aandacht, hoewel negatief, werd het spel wel meer dan 80.000 keer verkocht, en is daarmee Mystique's succesvolste game.